# Форест Грин Роверс
«Фо́рест Грин Ро́верс» (полное название — Футбольный клуб «Форест Грин Роверс»; англ. Forest Green Rovers Football Club) — английский профессиональный футбольный клуб из города Нейлсворт в графстве Глостершир, Юго-Западная Англия. Основан в 1889 году. Домашний стадион клуба — «Нью Лон» — вмещает более пяти тысяч зрителей.
Выступает в Национальной лиге, в пятом по значимости дивизионе в системе футбольных лиг Англии.
«Форест Грин Роверс» известен как первый в мире веганский клуб (с 2015 года).

## История
Клуб под названием «Нейлсворт энд Форест Грин» (англ. Nailsworth & Forest Green) был основан в октябре 1889 года. Первые 32 года своего существования команда принимала участие в соревнованиях Stroud & District League. В 1922 году клуб стал одним из основателей Высшей лиги Северного Глостершира (англ. Gloucestershire Northern Senior League), чемпионом которой становился трижды: в 1935, 1950 и 1951 годах.

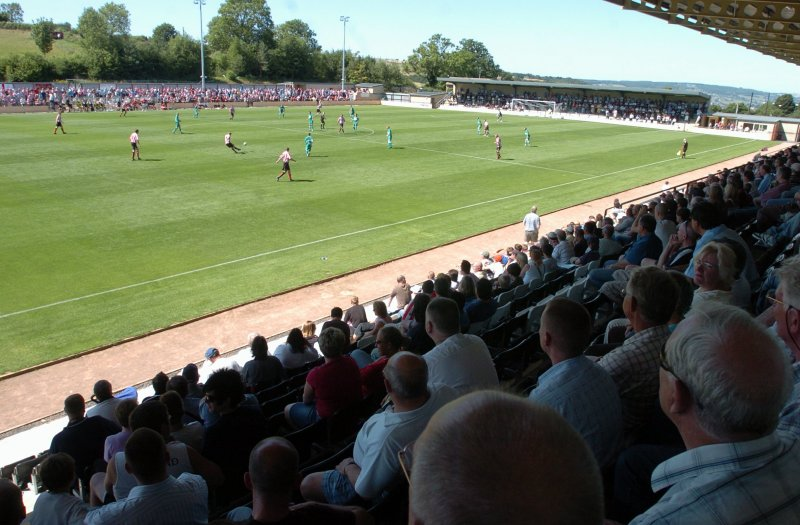
Стадион Нью Лон

В 1968 году команда стала основательницей новой лиги — Глостершир Каунти (сейчас является 11-й по значимости английской лигой), в которой в течение семи сезонов занимала в среднем шестое место.
В сезоне 1975/76 «Форест Грин» стал участником высшего дивизиона Хелленик Лиги (англ. Hellenic League, 8 уровень английского футбола, в наше время — 9), в которой сразу занял 4-е место.
В сезоне 1981/82 «Форест Грин» победил в Хелленик Лиге под руководством тренера Боба Марселла и поднялся в региональный дивизион Южной футбольной лиги (7-й уровень). В том же сезоне клуб стал обладателем Вазы вызова Футбольной Ассоциации (англ. The Football Association Challenge Vase) победив в финале на «Уэмбли» клуб «Рейнворт Майнерс Уэлфаре» (англ. Rainworth Miners Welfare) со счетом 3:0.
В дебютном сезоне 1982/83 клуб занял третье место в Дивизионе центр, последующие сезоны проводил посредственно, занимая места в середине турнирной таблицы. В сезонах 1989/90 — 1991/92 команда носила название «Страуд» (англ. Stroud F.C.).
В сезонах 1995/96 и 1996/97 «Форест Грин» последовательно победил в Южном и в Премьер дивизионах Южной футбольной лиги, завоевав право на участие в чемпионате Национальной конференции (5 уровень), где и выступал до 2017 года. К этим двум успехам команду привел тренер Фрэнк Греган.
Клуб дважды принимал участие в финальных матчах розыгрышах Трофея Футбольной ассоциации (англ. The Football Association Challenge Trophy). В розыгрыше 1998/99 он проиграл 0:1 команде «Кингстониан», а в розыгрыше 2000/2001 — команде «Канвей Исланд» с тем же счетом. В розыгрыше Кубка Англии 2008/09 «Форест Грин» дошел до 3-го раунда, где команда уступила 3:4 «Дерби Каунти», ведя в счете по ходу игры 2:0. Этот матч стал рекордным по посещаемости для «Роверс» — за игрой наблюдали 4836 человек при численности населения г. Нейлсворт всего около 5800 человек.
В 2009 году клуб достиг финала последнего на данный момент Кубка Конференции, который проходил на домашнем стадионе «Форест Грина» Нью Лайне. Их соперником был «Телфорд Юнайтед». Несмотря на множество опасных моментов матч завершился вничью 0-0, а в серии пенальти Телфорд выиграл 0:3.
В сезоне 2014/15 «Форест Грин», заняв 5 место, впервые участвовал в плей-офф за выход в Футбольную лигу.
В сезоне 2015/16 «Форест Грин» достиг лучшего результата в лигах Англии — 2-е место в Национальной лиге (так с этого года стала называться Национальная Конференция) и в этот раз в плей-офф дошёл до финала, где уступил «Гримсби Таун» 1:3. За этой игрой на стадионе «Уэмбли» наблюдали 17198 зрителей.
30 октября 2015 года клуб объявил, что отныне является «всецело веганским».

## Эмблема
Эмблема клуба с 1971 по 2011 год была очень похожа на эмблему «Барселоны», в частности, на обеих эмблемах были отражены Георгиевский крест, символизирующий связь как с Англией, так и с Каталонией, и полосатость традиционной клубной домашней формы, в связи с чем руководство клуба приняло решение сменить эмблему.

## Сезоны
Ниже представлены результаты клуба в последних 10 сезонах (на конец сезона 2015/16)
| Сезон   | Лига              | Уровень | И  | В  | Н  | П  | МЗ | МП | РМ  | О  | Место       | Общая позиция среди клубов Англии | Кубок Англии | Кубок Англии | Трофей ФА | Трофей ФА | Средняя посеща- емость |
| Сезон   | Лига              | Уровень | И  | В  | Н  | П  | МЗ | МП | РМ  | О  | Место       | Общая позиция среди клубов Англии | Рнд.         | ВНП          | Рнд.      | ВНП       | Средняя посеща- емость |
| ------- | ----------------- | ------- | -- | -- | -- | -- | -- | -- | --- | -- | ----------- | --------------------------------- | ------------ | ------------ | --------- | --------- | ---------------------- |
| 2006/07 | Конференция       | 5       | 46 | 13 | 18 | 15 | 59 | 64 | −5  | 57 | 14-й из 24  | 106                               | 4 кв.        | 0-0-1        | 1-й       | 0-0-1     | 1185                   |
| 2007/08 | Конференция       | 5       | 46 | 19 | 14 | 13 | 76 | 59 | +17 | 71 | 8-й из 24   | 100                               | 2-й          | 2-2-1        | 2-й       | 1-0-1     | 1178                   |
| 2008/09 | Конференция       | 5       | 46 | 12 | 16 | 18 | 70 | 76 | −6  | 52 | 18-й из 24  | 110                               | 3-й          | 3-1-1        | 1/4       | 3-0-1     | 955                    |
| 2009/10 | Конференция       | 5       | 44 | 12 | 9  | 23 | 50 | 76 | −26 | 45 | 21-й из 23† | 113                               | 3-й          | 3-1-1        | 1-й       | 0-0-1     | 1012                   |
| 2010/11 | Конференция       | 5       | 46 | 10 | 16 | 20 | 53 | 72 | −19 | 46 | 20-й из 24  | 112                               | 1-й          | 1-0-1        | 1-й       | 0-0-1     | 949                    |
| 2011/12 | Конференция       | 5       | 46 | 19 | 13 | 14 | 66 | 45 | +21 | 70 | 10-й из 24  | 102                               | 4-й кв.      | 0-0-1        | 1-й       | 0-1-1     | 1034                   |
| 2012/13 | Конференция       | 5       | 46 | 18 | 11 | 17 | 63 | 49 | +14 | 65 | 10-й из 24  | 102                               | 1-й          | 1-1-1        | 2-й       | 1-0-1     | 1202                   |
| 2013/14 | Конференция       | 5       | 46 | 19 | 10 | 17 | 80 | 66 | +14 | 67 | 10-й из 24  | 102                               | 4-й кв.      | 0-0-1        | 2-й       | 1-3-0     | 1194                   |
| 2014/15 | Конференция       | 5       | 46 | 22 | 16 | 8  | 80 | 54 | +26 | 79 | 5-й из 24   | 97                                | 1-й          | 1-1-1        | 2-й       | 1-3-0     | 1,502                  |
| 2015/16 | Национальная лига | 5       | 46 | 26 | 11 | 9  | 69 | 41 | +28 | 89 | 2-й 24      | 94                                | 2-й          | 2-0-1        | 1-й       | 0-0-1     | 1,502                  |

† — не выбыл из лиги из-за понижения Солсбери Сити.

## Тренеры клуба
- 2009—2013 — Дейв Хокдэй
- 2006—2009 — Джим Харви
- 2005—2006 — Гари Оуэрс
- 2004—2005 — Алан Левер
- 2003—2004 — Тим Харриес
- 2002—2003 — Коллин Аддисон
- 2001—2002 — Найджел Спринк
- 2000—2001 — Найджел Спринк & Дайв Нортон
- 1994—2000 — Франк Греган
- 1992—1994 — Пэт Касей
- 198?—1991 — Джон Эванс
- 1980—198? — Боб Мурсел
- 1968—1979 — Питер Горинг

## Принципиальные соперники
- Шортвуд Юнайтед
- Харроу Хилл
- Глостер Сити
- Челтнем Таун

## Рекорды
- Лучший результат в лиге: 2-е место в Национальной лиги (пятый уровень), сезон 2015/16
- Лучший результат в Кубке Англии: третий раунд, розыгрыши 2008/09, 2009/10
- Лучший результат в розыгрыше Трофея Футбольной ассоциации: финалист, сезоны 1998/99, 2000/01
- Лучший результат в розыгрыше Вазы Футбольной ассоциации: победитель, сезон 1981/82
- Лучший результат в розыгрыше Трофея Футбольной лиги: 1-й раунд, сезон 2003/04
- Лучший результат в розыгрыше Кубка Конференции: финалист, сезон 2008/09

## Достижения
- Обладатель Вазы Футбольной лиги: 1982
- Чемпион Премьер-дивизиона Южной футбольной лиги: 1998
- Чемпион Южного дивизиона Южной футбольной лиги: 1997
- Чемпион Хелленик-лиги: 1982

## Женская команда клуба
Женская команда «Форест Грин Роверс» является участником Юго-западной комбинации Женской футбольной лиги. У женской команды есть два трофея: это трофей Женской премьер-лиги и Женский кубок. В сезоне 2007/08 команда дошла до четвёртого раунда, где её выбили сверстницы из «Ливерпуля». В следующем году они дошли до пятого раунда, где их остановил «Лидс».